# Бильжо, Антон Андреевич
Антон Андреевич Бильжо (17 июня 1978, Москва) — российский режиссёр, сценарист, автор рекламных роликов.

## Биография
Родился в семье известного российского художника-карикатуриста и юмориста А. Г. Бильжо, врача-психиатра по специальности.
Учился в Московском государственном университете имени М. В. Ломоносова на факультете «Журналистика». Окончил Высшие курсы сценаристов и режиссеров.
Работал на телевидении в программе «Дачники», был журналистом в «Русском телеграфе», «Коммерсанте» и «Газете». Работал копирайтером в рекламном агентстве «McCann Erickson». Преподаватель Школы дизайна НИУ Высшей школы экономики.
В 2012 году начал снимать рекламные ролики, короткометражные фильмы, а также писать сценарии.
В 2016 году снял свой дебютный полнометражный фильм «Рыба-мечта», который был показан на кинофестивале «Кинотавр» в рамках «Основной конкурсной программы».
Следующей полнометражной работой режиссёра стала картина «Амбивалентность», которая была показана на XI Международном кинофестивале «Северный ветер». В 2018 году получил диплом на 26-м кинофестивале «Окно в Европу».
Автор романа под названием «Капсула для копирайтера», который был выпущен в 2015 году издательством «РИПОЛ-Классик», и лауреат премии «Faсultet» в разделе «Короткая проза».

## Фильмография
- Данжрез лиапзон (короткометражный, 2010)
- Недоступен (короткометражный, 2010)
- Сказание о нас с Евгенией (короткометражный, 2012)
- Счастливый конец (короткометражный, 2013)
- То, чего со мной никогда не было (короткометражный, 2013)
- Зеркала (короткометражный, 2014)
- Рыба-мечта (2016)
- Тесты 8 (короткометражный, 2017)
- Амбивалентность (2018)
- Стиралка (короткометражный, 2018)
- Невидимый мой (2022)